# الاتحاد الوطني للمستقلين للتجديد الديمقراطي
الاتحاد الوطني للمستقلين للتجديد الديمقراطي (بالفرنسية: Union Nationale des Indépendants pour le Renouveau Démocratique)‏ كان حزبا سياسيا في النيجر.

## التاريخ
تأسس الحزب في أعقاب انقلاب يناير 1996 من أجل دعم ترشيح زعيم الانقلاب إبراهيم باري مناصرة في الانتخابات الرئاسية في يوليو 1996.  في الانتخابات البرلمانية التي جرت في تشرين الثاني (نوفمبر) 1996، والتي قاطعتها معظم أحزاب المعارضة، فاز بـ 59 مقعدًا من أصل 83 مقعدًا. 
في العام التالي تم حل الحزب واستبداله بالتجمع للديمقراطية والتقدم.